# 5112 Kusaji
5112 Kusaji è un asteroide della fascia principale. Scoperto nel 1987, presenta un'orbita caratterizzata da un semiasse maggiore pari a 2,1746870 UA e da un'eccentricità di 0,1303229, inclinata di 5,76725° rispetto all'eclittica.